# Faculdade de Belas-Artes da Universidade do Porto
A Faculdade de Belas-Artes da Universidade do Porto (FBAUP) é um estabelecimento de Ensino Superior da Universidade do Porto dedicada ao ensino das Belas-Artes.
Nesta Faculdade encontra-se o desenho "Rapariga lavando os pés a uma criança", de Leonardo Da Vinci, de 1480. Trata-se de uma obra muito pequena (185 por 114 mm), feita em pena e tinta castanha, que foi trazida por um bolseiro no século XIX.

## Localização
Situada a alguns minutos da Baixa do Porto, a Faculdade de Belas-Artes ocupa um antigo palacete do século XIX em cujos jardins se construíram, na década de 1950, edifícios de interesse arquitectónico, especialmente concebidos para o ensino das disciplinas tradicionais das Belas-Artes.

## História

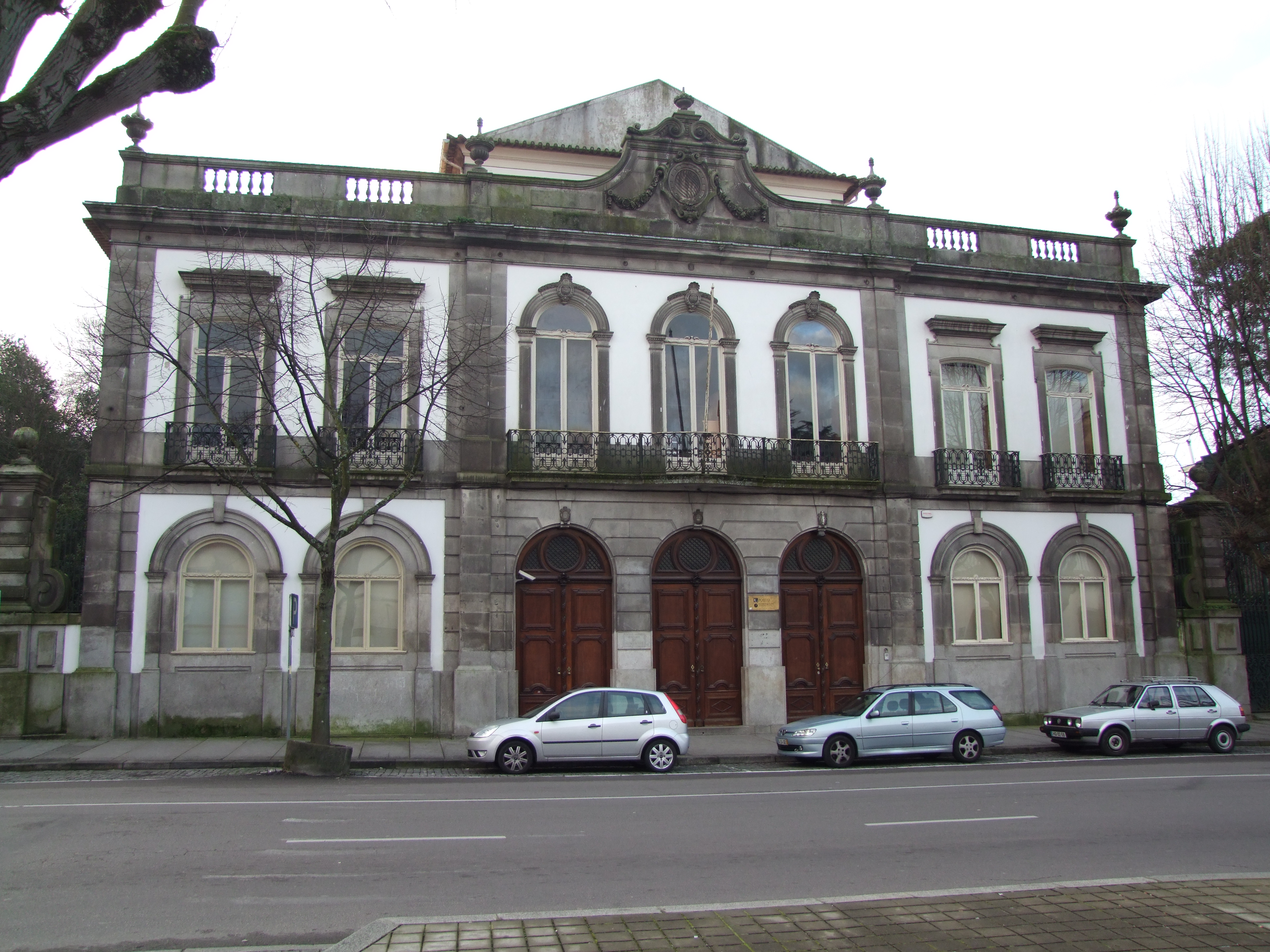
Edifício da FBAUP

A história da FBAUP remonta à Aula de Desenho e Debuxo, iniciada em 1780 com a finalidade de apoiar as indústrias da cidade do Porto.
Em 1802, o pintor Vieira Portuense, por ocasião da abertura solene das aulas, que contavam já com 120 alunos inscritos, designa por Academia essa Aula de Desenho, tentando assim dignificar a instituição e apelando para uma formação mais completa, apoiada em sólidos e diversificados estudos teóricos, bem como em exemplos artísticos de qualidade.
A desejada reforma, contemplando um reforço do número de docentes e de disciplinas oferecidas, acontecerá em 1836, com a criação da Academia Portuense de Belas-Artes. A Academia oferecia aulas nas áreas da Pintura, Escultura e Arquitectura, e ainda um curso preparatório de Desenho.

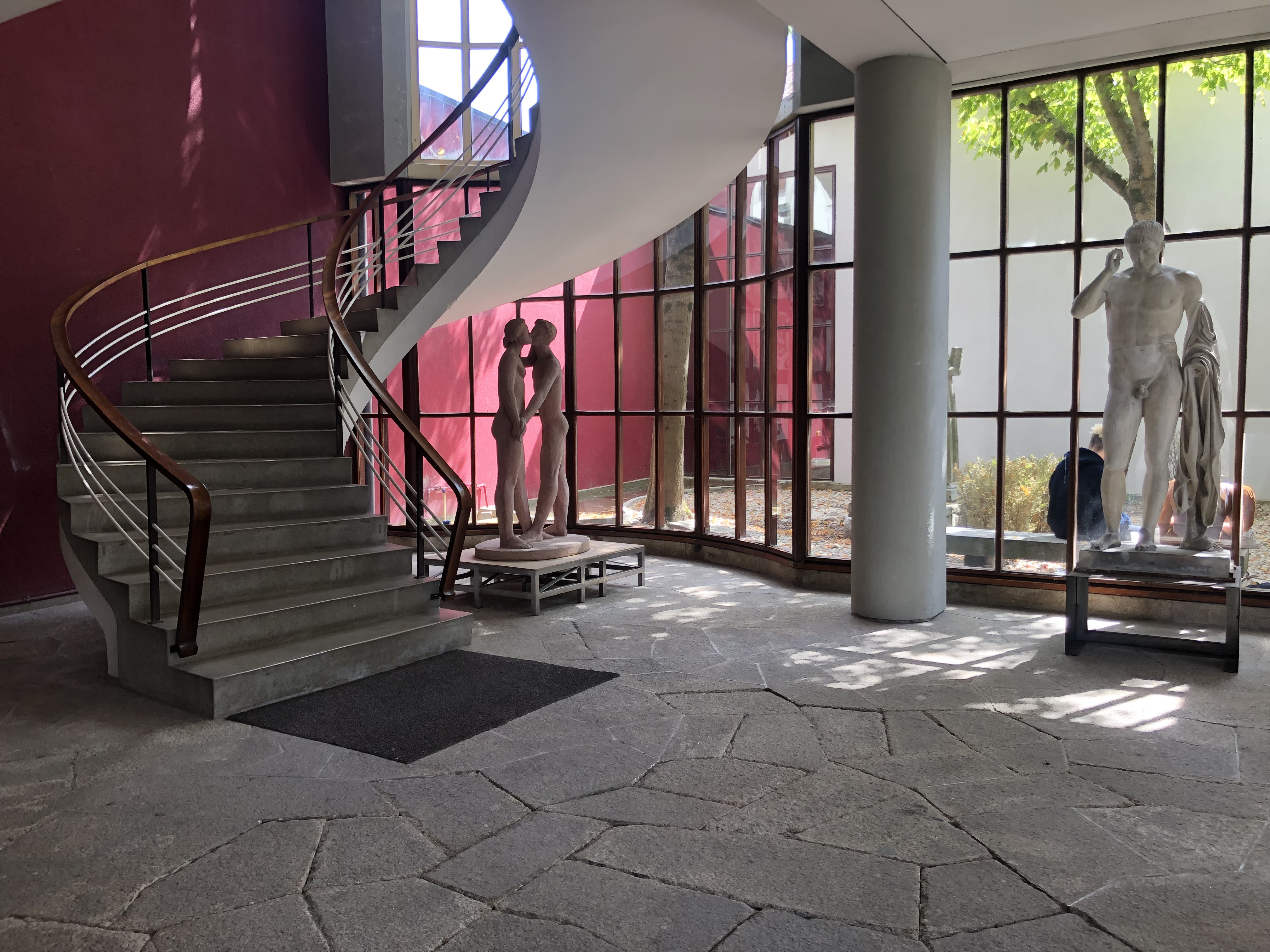
BelasArtes PavilhaoCarlosRamos E

Ainda no século XIX a Academia dá origem à Escola Portuense de Belas-Artes e, a partir de 1950, é integrada no sistema de ensino superior com a denominação de Escola Superior de Belas-Artes do Porto conhecendo anos de grande prestígio pedagógico e artístico. São criadas oficinas de cerâmica, vitral, tapeçaria, gravura, pedra, etc.
Na década de 70 é iniciado o curso de Design de Comunicação. Em 1979 a secção de Arquitectura ganha autonomia como Faculdade de Arquitectura da Universidade do Porto. Em 1992 a Escola Superior de Belas-Artes do Porto é integrada na Universidade do Porto com a denominação de Faculdade de Belas-Artes.

## Alunos
Tal como em quase todas as escolas de Belas-Artes portuguesas, as mulheres representam mais de metade dos alunos dos cursos de Belas-Artes. No caso da FBUL há quase quatro vezes mais raparigas do que rapazes.